# باغستان (شهریار)

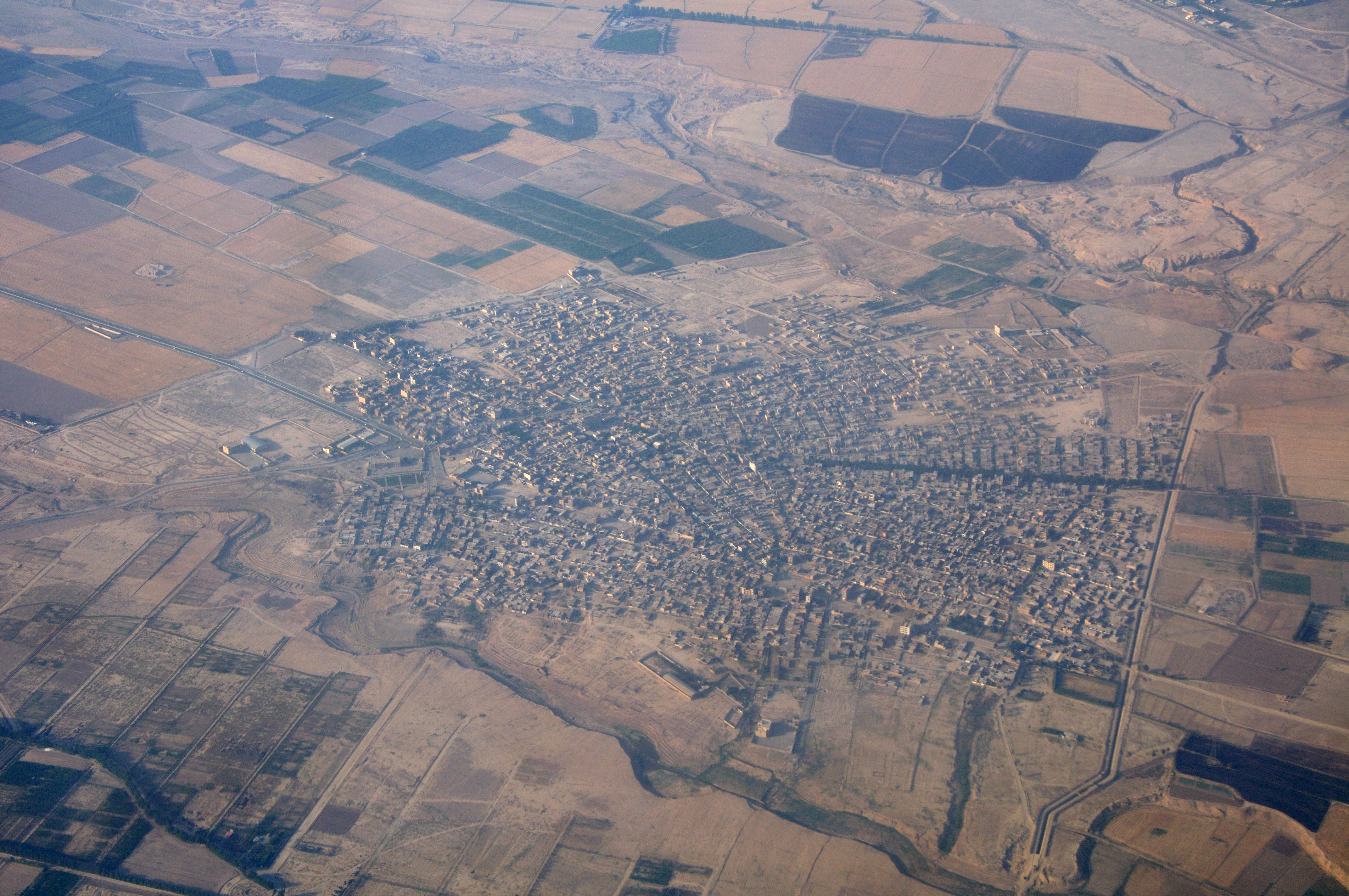
نصیرآباد شهریار، ناحیهٔ ۱ شهرداری باغستان

باغِستان شهری است در استان تهران ایران. این شهر در بخش مرکزی شهرستان شهریار قرار دارد.
جمعیت این شهردر سال ۱۳۸۵، برابر با ۵۲٫۴۶۳ نفر بوده‌است.
در سال ۱۳۷۹ خورشیدی تصمیم بر آن شد تا روستاهای سعیدآباد، مهدیه، ده مویز، خادم‌آباد، نصیرآباد، بابا سلمان، دهشاد بالا و پایین همه یک شهر شده و یک شورا داشته‌باشند. این شهر باغستان نام گرفت. برخی مناطق مانند سعیدآباد از منطقه ۱۸ شهرداری تهران جدا شده و به شهر جدید پیوستند.
محدوده شهر جدید باغستان از سه راه شهریار در شهر تهران تا جنوب شرقی شهر شهریار و از جنوب تا اتوبان ساوه ادامه دارد.
این شهر متشکل از ۵ ناحیه می‌باشد (ناحیه مرکزی خادم آباد، ناحیه یک نصیرآباد، ناحیه دو سعیدآباد و ناحیه سه باباسلمان) و در کل مساحتی بالغ بر ۱٬۵۸۳٬۹۶۸ متر مربع را دارا است. شهرک‌های قدیمی‌تر صادقیه و مطهری نیز در محدودهٔ شهر جدید درآمدند.
این شهر به دلیل داشتن بافت جدید و قرار گرفتن در محیطی نسبتاً ییلاقی و خوش آب و هوا و نزدیکی به شهر تهران علاوه بر انبوه‌سازی نظر بخش وسیعی از ویلاسازان را به خود جلب کرده‌است.

## دیدنی‌ها
قلعه دهشاد با دیرینگی بیش از ۲۰۰ سال در روستایی به همین نام، در ده کیلومتری شرق شهریار و در محدوده شهر باغستان قرار دارد.
این دژ یکی از دژهای متعدد شهرستان شهریار است که از اغلب آنان چیز زیادی باقی نمانده‌است و به علت کم توجهی مسئولین مربوط بخش اعظم دژها (همچون قلعه فرامرز، قلعه چهل دختر در حصار ساتی و…) تخریب شده‌است. دیوار دورادور قلعه دهشاد تقریباً سالم مانده و قلعه هنوز مسکونی می‌باشد.
تپه ده‌مویز مربوط به دوره سلجوقیان است و در شهرستان شهریار، بخش مرکزی، روستای ده مویز واقع شده و این اثر در تاریخ ۱ مهر ۱۳۸۲ با شمارهٔ ثبت ۱۰۳۰۶ به‌عنوان یکی از آثار ملی ایران به ثبت رسیده است

## صنایع
محدودهٔ باغستان دارای کارخانه‌های صنایع مخابرات ایران، داروسازی، کمپوت‌سازی، سردخانه، انبار وزارت نیرو، کارخانه‌های ماکارونی، خمیرمایه، مرغ‌داری و لبنیات و تولیدی  تجهیزات ورزشی بی اف تی اسپرت ، کشاورزی دامداری ، شهرک برقی می‌باشد.

## سکونت و زمین‌های بنیاد مستضعفان
در باغستان شهریار تا اواخر سال ۱۳۹۵ تا خیابان لاله ۱۰ و ۱۱ که نزدیک بازار باغستان (+بازار میوه‌وتره‌بار) است به عنوان مناطق تمیز و مناسب برای زندگی شناخته می‌شود. البته برخی خیابان‌ها مانند اواسط خیابان لاله ۱۱ یا ۱۰ نقطه کور اینترنت نسل ۳ و ۴ ایرانسل است. آغاز بلوار اصلی این منطقه با درختان تنومندی شروع می‌شود که نشانه وجود درخت‌های قدیمی در گذشته در این منطقه است. برخی مردم زمین‌های این منطقه را به عنوان غصبی (اوقافی) پس از انقلاب ۱۳۵۷ ایران می‌شناسند. در بین مردم این منطقه کلاهبرداری بزرگ در زمین‌های گسترده بنیاد مستضعفان بسیار شناخته‌شده‌است اگرچه موضوع کلاهبرداری باغستان کرج توسط اخبار پوشش داده شده‌است، اگرچه بنیاد مستضعفان در مکاتبات زمین‌های باغستان تهران نیز حضور دارد.